# Dumitru Dumitrescu
Dumitru Dumitrescu (n. 7 septembrie 1904, Buftea – d. 20 septembrie 1984, București) a fost un academician român, inginer, membru titular (1963) al Academiei Române.

## Decorații
- Ordinul „Steaua Republicii Populare Romîne” clasa a III-a (18 august 1964) „pentru merite deosebite în opera de construire a socialismului, cu prilejul celei de a XX-a aniversări a eliberării patriei”[2]
- Ordinul „Meritul Științific” clasa I (26 septembrie 1966) „pentru merite deosebite în activitatea științifică, cu prilejul Centenarului Academiei Republicii Socialiste România”[3]
- Ordinul Tudor Vladimirescu clasa a III-a (20 aprilie 1971) „pentru merite deosebite în opera de construire a socialismului, cu prilejul aniversării a 50 de ani de la constituirea Partidului Comunist Român”[4]